# Formentera
Formentera (phát âm tiếng Catalunya: [furmənˈteɾə]) là một hòn đảo thuộc cộng đồng tự trị Quần đảo Baleares của Tây Ban Nha. Đảo Formentera dài 19 kilômét (12 mi) và nằm cách 6 kilômét (4 mi) về phía nam của đảo Ibiza tại Địa Trung Hải. Cụ thể hơn, Formentera là một phần của đường giới hạn biển Balearic, một bộ phận ở phía tây bắc của Địa Trung Hải. Các làng chính của đảo là Sant Francesc Xavier, Sant Ferran de ses Roques, El Pilar de la Mola và La Savina.
Formentera gồm một khu tự quản cũng mang tên Formentera, và dân số là 9.962 người (ngày 1 tháng 1 năm 2010). Diện tích của đảo là 83,24 kilômét vuông (32,1 dặm vuông Anh). Đảo được chia thành một vài giáo xứ dân sự (parequios), và được chia tiếp thành các vendas (véndes tro tiếng Catalan). Phía bắc của Formentera là hòn đảo Espalmador, là hòn đảo lớn thứ hai của khu tự quản, và bản thân đảo này cũng có một số đảo nhỏ ở xung quanh.